# Rio Salado (Messico)
Il Río Salado, detto anche Río Salado de los Nadadores, è un fiume nel Messico settentrionale, affluente del Rio Grande (Rio Bravo). Il suo bacino si estende attraverso la parte settentrionale degli stati di Coahuila, Nuevo León e Tamaulipas.
Ha origine nella Sierra Madre Orientale (Coahuila) e scorre verso est-nordest. È raggiunto dal Rio Sabinas nel bacino creato dalla diga di Venustiano Carranza. Dopo questo bacino artificiale, il Salado scorre poi verso sud-est attraverso il Nuevo León settentrionale e il Tamaulipas nord-occidentale, dove è raggiunto dal fiume Hidalgo Sabinas, per unirsi infine al Rio Grande nel bacino idrico di Falcón.
Il fiume è utilizzato principalmente per attività agricole e minerarie, in particolare per l'irrigazione delle piantagioni di cotone. La pesca è aumentata da quando ono state introdotte alcune specie non autoctone.
Il fiume è soggetto ad una serie di problemi legati alla cattiva gestione. Non esiste un sistema per regolare lo sfruttamento delle risorse.
Per le sue caratteristiche ambientali, secondo la lista Global 200, il bacino del Rìo Salado costituisce un'ecoregione d'acqua dolce, appartenente al bioma dei Bacini xerici ed endoreici. Si tratta dell'ecoregione 137.